# Las brujas de Zugarramurdi
Las brujas de Zugarramurdi (literalment en català Les bruixes de Zugarramurdi) és una pel·lícula espanyola de 2013 dirigida per Álex de la Iglesia. Es tracta d'una comèdia amb característiques del cinema de terror. Està dirigida per Álex de la Iglesia. El protagonistes estan interpretats per Hugo Silva i Mario Casas.

## Argument
Un grup de lladregots roba anells de compromís d'or i fuig cap a la frontera francesa. Abans d'arribar, però, creuen el poble de Zugarramurdi (Navarra), on es trobaran un aquelarre de bruixes caníbals.

## Repartiment
- Hugo Silva com a José
- Mario Casas com a Tony
- Carmen Maura com a Graciana Barrenetxea
- Pepón Nieto com a Inspector Calvo
- Secun de la Rosa com a Inspector Pacheco
- Jaime Ordóñez com a Manuel
- Terele Pávez com a Maritxu
- Carolina Bang com a Eva
- Santiago Segura com a Miren
- Carlos Areces com a Conchi
- Macarena Gómez com a Silvia
- María Barranco com a vella traqueotomitzada
- Javier Botet com a Luismi
- Gabriel Delgado com a Sergio
- Manuel Tallafé com a senyor que va a Burgos
- Alexandra Jiménez com a nòvia de Tony (Elena)

## Premis i nominacions
- 2013: 8 Premis Goya, incloent el a la millor actriu secundària (Terele Pávez). 10 nominaciones
- 2013: Festival Internacional de Cinema de Sant Sebastià: Secció oficial de llargmetratges (fora de concurs)

## Crítiques
"De la Iglesia torrencial, capaç d'encomanar al més escèptic el plaer d'explicar contes pel broc gros. (...) Llàstima que el conjunt sigui desigual. (...) Puntuació: ★★★ (sobre 5)"
"Quedem-nos amb el lliurament dels seus intèrprets i l'energia embogida d'alguns passatges memorables, ja que la seva glorificació de l'excés i la seva absència de filtre la converteixen en un tot irregular que sempre és menor que la suma de les seves parts"